# Podarge de Blyth
Batrachostomus affinis
Espèce
Synonymes
- Batrachostomus javensis affinis Blyth, 1847

Statut de conservation UICN

 LC  : Préoccupation mineure
Le Podarge de Blyth (Batrachostomus affinis) est une espèce d'oiseaux de la famille des Podargidae.

## Répartition
Cette espèce vit au Brunei, au Cambodge, en Indonésie, au Laos, en Malaisie, au Myanmar, aux Philippines, en Thaïlande et au Vietnam.

## Taxinomie
Le nom normalisé commémore le descripteur de l'espèce, le zoologiste britannique Edward Blyth.